# NGC 1999
NGC 1999 – mgławica refleksyjna w gwiazdozbiorze Oriona, odległa o ok. 1500 lat świetlnych od Ziemi. Została odkryta 5 października 1785 roku przez Williama Herschela. Leży na krawędzi Obłoku Molekularnego w Orionie. Mgławica oświetlana jest przez gwiazdę zmienną V380 Orionis.

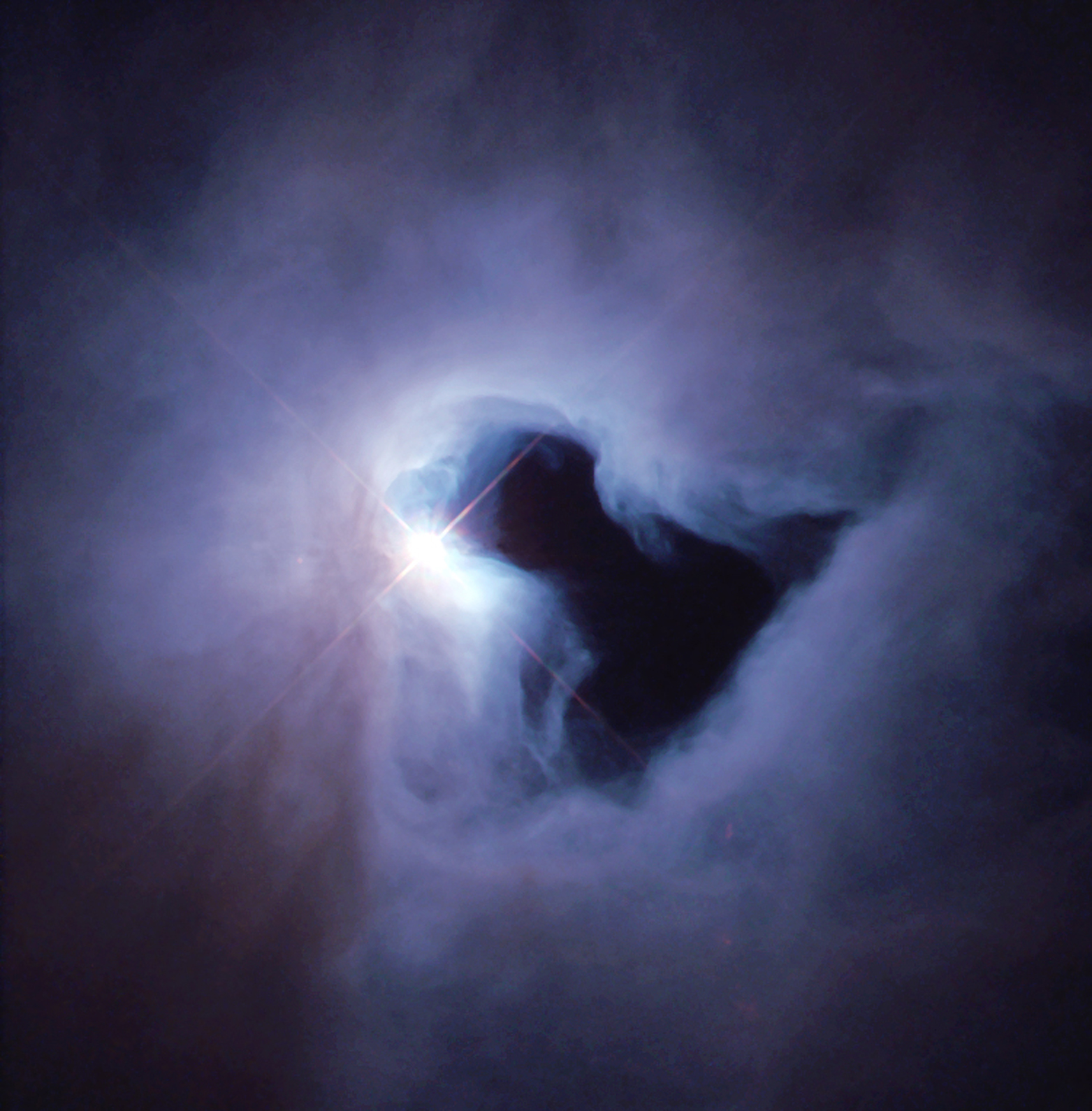
Centralna część mgławicy NGC 1999 z widoczną „dziurą” (HST)

Wewnątrz jasnej mgławicy NGC 1999 znajduje się czarna plama. Nie jest to jednak jak przypuszczano ciemna mgławica zawierająca gęste, nieprzepuszczające światła widzialnego obłoki pyłu i gazu. Badania prowadzone za pomocą Teleskopu Herschela oraz teleskopów na powierzchni Ziemi wykazały, że plama ta nie zawiera żadnej materii i dlatego pozostaje czarna. Astronomowie sądzą, że pusta przestrzeń została utworzona, gdy wąskie strugi gazu pochodzące z młodych gwiazd w tym rejonie przebiły powłokę gazu i pyłu tworzącą NGC 1999. Dodatkowym czynnikiem wspierającym utworzenie pustki jest potężne promieniowanie pobliskiej, dojrzałej gwiazdy V380 Orionis. Proces ten może stanowić ważne odkrycie wspomagające lepsze poznanie jak nowe gwiazdy powstają oraz jak rozpraszają otaczające je obłoki gazu.